# هياتم
هياتم (31 ديسمبر 1948 - 27 يوليو 2018)، ممثلة وراقصة شرقية مصرية.

## عن حياتها
بدأت الرقص وهي لم تتجاوز العشرين من العمر وذلك في الأفراح وحفلات الزفاف الشعبية في الإسكندرية وسرعان ما لمع نجمها، فانتقلت إلى القاهرة للعمل في كازينوهات القاهرة الليلية حيث اشتهرت بعد ذلك.

### التمثيل
بدأت التمثيل في فترة السبعينيات القرن العشرين وكان أول أعمالها السينمائية عام 1971 بفيلم ثم تشرق الشمس، توالت أعمالها السينمائية مما دفعها لترك الرقص وهي في أوج شهرتها كراقصة وتفرغت تماماً للتمثيل وتوالت مشاركاتها في بطولة الأفلام حتى بلغت أكثر من 35 فيلماَ كما شاركت بعدد من المسلسلات التلفزيونية.

### حياتها الأسرية
تزوجت ثلاث مرات. إحدى زيجتها من لاعب كرة القدم محمود الخواجة الذي كان يلعب لصالح نادي الزمالك، ولكنهما سرعان ما انفصلا. لم تنجب أبناء.

### خلافها مع ماجدة الخطيب
أثناء عرضها مسرحية «يا أنا.. يا أنت» في 25 سبتمبر 1997، نشب خلاف بينها وبين الفنانة ماجدة الخطيب أثر عدم إعطائها أجرها عن العمل ما جعلها تعتدي على ماجدة بالضرب وتسببت إثرها لكدمات في الوجه وأجزاء متفرقة في الجسد علاوة على كسر بإحدى ساقيها، وانتهى الموضوع بالتصالح حيث حكم بالحبس شهر لكل منهما.

## وفاتها
عانت في آخر أيامها، حيث إنها أصيبت بمرض سرطان القولون وتعرضت بسببه لمضاعفات كبيرة، منها فقدانها الكثير من الوزن وارتفاع درجة حرارتها، وتوفيت في ظهر يوم الجمعة الموافق 27 يوليو 2018.

## أعمالها

### من الأفلام
- يجعلو عامر.
- كنغر حبنا.
- مجنون أميرة.
- إحكي يا شهرزاد.
- زيارة السيد الرئيس.
- مذبحة الشرفاء.
- المشاغب ستة.
- قضية سميحة بدران.
- سلم لي على سوسو.
- فتوات السلخانة.
- الهاربتان (فيلم)[6]
- انتحار مدرس ثانوي.
- الوحوش الصغيرة.
- الصعايدة جو.
- أيام الرعب.
- رجل قتله الحب.
- الصبر في الملاحات
- علي بيه مظهر و 40 حرامي.
- عفوا أيها القانون.
- العبقري خمسة.
- الدرب الأحمر.
- طابونة حمزة.
- إنهم يقتلون الشرفاء.
- المتسول.
- القفل.
- الإحتياط واجب.
- غريب في بيتي.
- الأقوياء.
- وقيدت ضد مجهول.
- انتبهوا أيها السادة.
- الرغبة.
- البنات عايزة إيه.
- وراء الشمس.
- شقة وعروسة يا رب.
- سكة العاشقين.
- همسات الليل.
- ليل ورغبة.
- حكمتك يا رب.
- المخادعون.
- ليلة حب أخيره.
- الخيانة العظمى.
- ثم تشرق الشمس.

### من المسلسلات
- عيون ورماد.
- أشباح المدينة.
- الباطنية.
- زهرة وأزواجها الخمسة.
- الشك.
- نظرية الجوافة.
- عرفة البحر
- ستات قادرة
- الدوامة
- ساحرة الجنوب

## روابط خارجية
- هياتم على موقع IMDb (الإنجليزية)
- هياتم على موقع الدهليز
- هياتم على موقع قاعدة بيانات الأفلام العربية